# Josef Goll

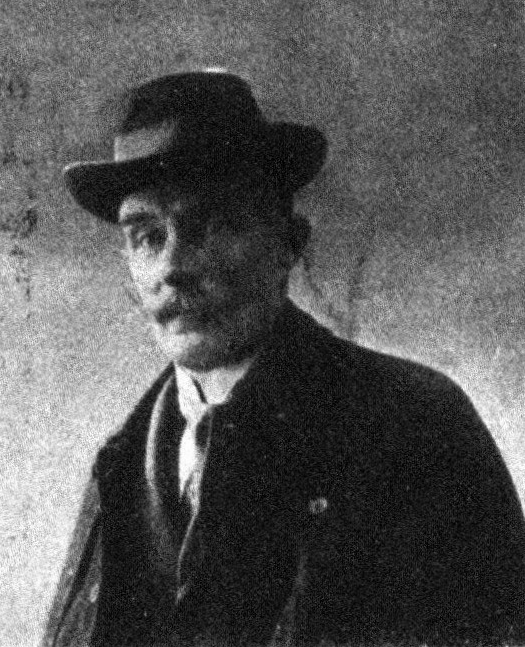
Josef Goll

Josef Goll (* 6. November 1864 in Littitsch, Bezirk Trautenau; † 3. Oktober 1924 in Neujahrsdorf bei Kukus (Nouzov), Tschechoslowakei) war ein böhmisch-österreichischer Politiker der Deutschen Agrarpartei.

## Ausbildung und Beruf
Nach dem Besuch der Volksschule wurde er Bauer in Neujahrsdorf bei Kukus.

## Politische Funktionen
- 1907–1918: Abgeordneter des Abgeordnetenhauses im Reichsrat (XI. und XII. Legislaturperiode), Wahlbezirk Böhmen 130, Deutscher Nationalverband (Deutsche Agrarpartei)
- Obmann des deutsch-landwirtschaftlichen Bezirksverbandes für den Bezirk Königinhof
- Obmann des deutsch-politischen Vereins zur Vertretung ländlicher Interessen
- Vizepräsident des Landeskulturrates für Böhmen

## Politische Mandate
- 21. Oktober 1918 bis 16. Februar 1919: Mitglied der Provisorischen Nationalversammlung, DnP